# Porteur de presse
 (juin 2018).
Le vendeur colporteur exerce son activité pour son propre compte ou justifie d’un contrat de mandat avec un éditeur, un dépositaire ou un diffuseur.  Le porteur de presse est salarié des entreprises de presse.
Le vendeur colporteur de presse a un statut juridique hybride. Bien qu’il soit considéré comme travailleur indépendant au regard du droit fiscal et du droit du travail, il relève de plein droit depuis 1991 du régime de Sécurité Sociale des salariés. En revanche dès qu'il est immatriculé au registre du commerce ou au répertoire des métiers pour cette activité ou pour une activité non salariée non agricole, il est exclu du dispositif.